# WLO~세계연애기구
WLO~세계연애기구(W.L.O. 世界恋愛機構, せかいれんあいきこーう, 세카이 렌아이 키-코우)는 아카베소프트2의 2009년 작 어덜트 게임이다. 2010년에 XBOX360으로 이식되었다.

## 줄거리
WLO(World Love Orgnazation)이라는 단체가 세계적 문제인 소 자녀화를 해결하기 위하여, 아이를 많이 낳는 유전자를 가진다고 알려진 주인공 "쿠로다 유우키"를 선택했다. 그러나, 그는 이상하게 여자와는 말도 잘 못하고 문제가 많은 사람이었다.

## 등장인물
- 쿠로다 유우키 : 주인공.
- 쿠사카 아이나 : 집이 가까이 있어서 친해진 소꼽친구. 요즘에는 주인공과 서먹서먹해졌다.
- 하야카와 유리코 : 주인공이 우연히 알게 된 학교후배. 굉장히 소심하고 망상을 심하게하여 코피를 자주분출한다.
- 이나 : 가정용 로봇. 정식 명칭은 『RRGDEE 탑재형 피기마키나 LILLY 시리즈 V201-7』이다. 그러나 감정이 있다 보니 일은 제대로 잘 하지 못한다. 주인공의 주변 사람에게는 '사촌 동생'으로 알려져 있다.
- 이오로이 호타루 : WLO 제 7부의 반장.
- 아라사 크레인 페미르나 : WLO의 라이벌 단체인 NOA에서 일하고 있다. 그러나, 임무를 수행하는 도중에 유우키랑 친하게 된다.
- 사라사 크레인 페미르나 : 아라사의 병약한 여동생.

## 제작진
- 원화 : 알파(아루파)